# Martin Smetana
Martin Smetana (* 15. června 1969) je bývalý český politik, v 90. letech 20. století poslanec Poslanecké sněmovny za formaci Sdružení pro republiku - Republikánská strana Československa.

## Biografie
V roce 1992 působil jako tajemník poslaneckého klubu SPR-RSČ ve Federálním shromáždění. V roce 1993 jako vedoucí sekretariátu strany. V listopadu 1994 byl fyzicky napaden neznámými útočníky v Praze 6, když vystupoval z automobilu. Strana podala kvůli tomu trestní oznámení. Tehdy působil jako tajemník poslaneckého klubu SPR-RSČ v Poslanecké sněmovně. V roce 1996 byl poradcem předsedy SPR-RSČ Miroslava Sládka pro otázky bydlení a bytové politiky.
Ve volbách v roce 1996 byl zvolen do poslanecké sněmovny za SPR-RSČ (volební obvod Severočeský kraj). Zasedal v sněmovním hospodářském výboru. V parlamentu setrval do voleb v roce 1998. I po neúspěchu strany ve sněmovních volbách v roce 1998 zůstal loajální vůči jejímu vedení. V krajských volbách roku 2000 se prezentoval jako kandidát SPR-RSČ na hejtmana Libereckého kraje. Zvolen ale nebyl.
V komunálních volbách roku 1994 byl zvolen do zastupitelstva městské části Ústí nad Labem-město a do celoměstského zastupitelstva Ústí nad Labem za SPR-RSČ. Neúspěšně sem kandidoval za tuto stranu i v komunálních volbách roku 1998 a komunálních volbách roku 2002. V roce 1998 se uvádí jako místopředseda SPR-RSČ, v roce 2002 jako podnikatel.
V období červen-srpen 2000 uzavřel Martin Smetana coby místopředseda a Miroslav Sládek coby předseda SPR-RSČ desítky pracovněprávních smluv. Tím straně vznikly závazky ve výši 7,9 milionů korun. Přitom v době uzavírání kontraktů již oba funkcionáři věděli, že strana nemá peníze na jejich naplnění. V roce 2004 je oba policie navrhla obžalovat z trestného činu předlužení. V roce 2006 dostal za tento trestný čin Smetana podmíněný trest ve výši 18 měsíců. Věc se pak po několik let řešila u soudů.